# Condado de Carter (Tennessee)
O Condado de Carter é um dos 95 condados do Estado americano do Tennessee. A sede do condado é Elizabethton, e sua maior cidade é Elizabethton. O condado possui uma área de 900 km² (dos quais 17 km² estão cobertos por água), uma população de 56 742 habitantes, e uma densidade populacional de 64 hab/km² (segundo o censo nacional de 2000). O condado foi fundado em 1796.